# Miscanthus changii
Miscanthus changii là một loài thực vật có hoa trong họ Hòa thảo. Loài này được Y.N.Lee mô tả khoa học đầu tiên năm 1964.